# Anna Sellberg
Anna Sellberg, född 1964 i Vadstena, är en svensk författare, frilansjournalist och korsordsmakare. Hon är sedan 1984 bosatt i Uppsala. Vid sidan av det konstnärliga arbetet arbetar hon som bussförare.
Anna Sellbergs första bok heter Mirre på ridläger och gavs ut 1983. Den följdes av Mirre och Ankan tävlar och Guldfuxen året därpå. Sedan dess har hon skrivit ett tjugotal böcker för barn och unga, bland annat Sara-böckerna som publicerades i början av 00-talet. Hennes böcker utspelar sig oftast i stallmiljöer. Hennes böcker är översatta till flera olika språk, till exempel danska, norska, finska, tjeckiska och engelska. 
Hennes senaste serie är deckarna om veterinären Wendela Wide och polisen Annika Sandström. De ges ut av Lind & Co och publiceras som ljudböcker via Storytel. De fyra första böckerna heter En död man, Oväntad död, Dödlig dressyr och Dödande lögner.
År 2020 startade Anna Sellberg ett förlag, Guldfuxen förlag AB. Den första boken att ges ut på förlaget var en pocketversion av En död man.